# Баи (Тибет)
Район Баи́ (тиб. བྲག་ཡིབ་གྲོང་ཆུས།, Вайли: brgyad gcig, кит. упр. 巴宜区, пиньинь Bāyí qū) — район городского подчинения городского округа Ньингчи Тибетского автономного района КНР.

## География
Район расположен в центральной части округа, в среднем течении Брахмапутры. Средняя высота над уровнем моря составляет 3 000 метров над уровнем моря. По территории района пролегает Сычуань-Тибетское шоссе. Максимальная высота составляет 4 728 метров над уровнем моря.

## История
В 1959 году путём объединения трёх тибетских дзонгов был создан уезд Ньингчи, который вошёл в состав Специального района Ньингчи (林芝专区). В 1964 году Специальный район Ньингчи был расформирован, и уезд был передан в состав городского округа Лхаса. В 1986 году был создан Округ Ньингчи, и уезд вошёл в его состав.
В 2015 году округ Ньингчи был преобразован в городской округ; уезд Ньингчи был расформирован, а на его месте был образован район городского подчинения Баи.

## Административное деление
Район делится на 2 уличных комитета, 3 посёлка, 2 волости и 1 национальную волость.